# Saint-Donat (La Mitis)
Pour les articles homonymes, voir Saint-Donat.
Saint-Donat, aussi appelée Saint-Donat-de-Rimouski, est une municipalité de paroisse de la province de Québec, au Canada, située dans la municipalité régionale de comté de La Mitis, au Bas-Saint-Laurent.

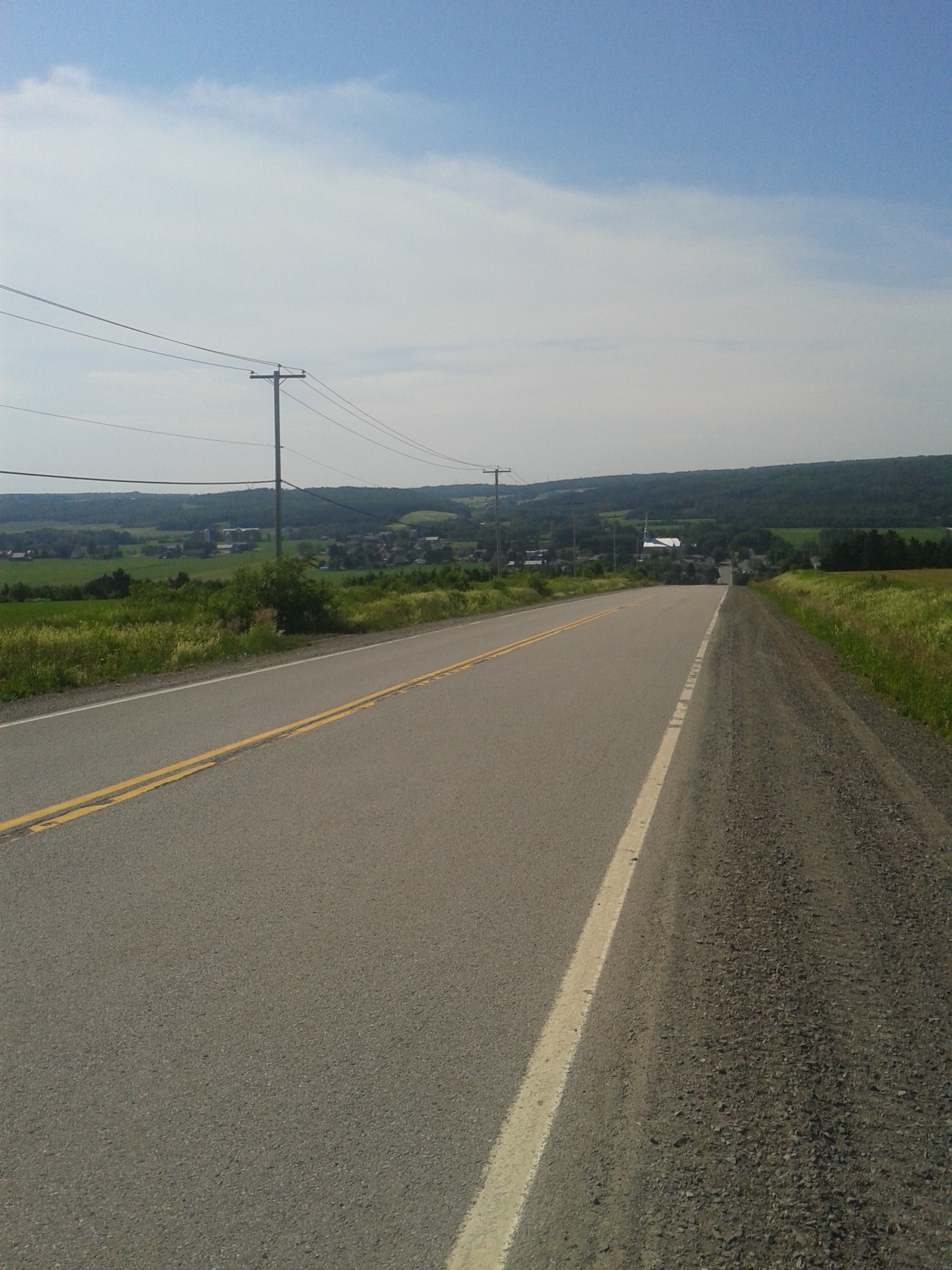
La route 298 à Saint-Donat en juin 2014.

## Toponymie
La municipalité de Saint-Donat est nommée en souvenir de l'abbé Gabriel Nadeau (1808-1869).

## Géographie
Entourée des municipalités de Saint-Gabriel, Saint-Angèle, Saint-Joseph-de-Lepage, Mont-Joli, Sainte-Luce et Saint-Anaclet, la municipalité est située à 15 km de Mont-Joli et à 22 km de Rimouski.
Le village de Saint-Donat, situé au pied du versant nord du Mont-Comi, est caractérisé par trois composantes, à savoir :
- une montagne avec son parc récréo-touristique comprenant une station multiglisse 4 saisons[3]
- des collines cultivées ou boisées
- une vallée fertile et agricole où se trouve le village

Les terres de la municipalité ont une superficie de 95,68 km2.
La rivière Neigette traverse la municipalité du sud-ouest vers le nord-est.

## Démographie
| 1996 | 2001 | 2006 | 2011 | 2016 | 2021 |
| ---- | ---- | ---- | ---- | ---- | ---- |
| 812  | 847  | 892  | 890  | 876  | 835  |

## Administration
Les élections municipales se font en bloc pour le maire et les six conseillers.
| Saint-Donat Maires depuis 2005                                                                                       |                  |         |          |
| Élection | Maire            | Qualité | Résultat |
| 2005 | Michel Côté      |         | Voir     |
| 2009 | Michel Côté      | Voir    |          |
| 2013 | Olivier Gillet   |         | Voir     |
| 2017 | André Lechasseur |         | Voir     |
| 2021 | Pascal Rioux     |         | Voir     |
| Élection partielle en italique Depuis 2005, les élections sont simultanées dans toutes les municipalités québécoises |                  |         |          |

### Représentation politique
Québec : Saint-Donat fait partie de la circonscription provinciale de Matane-Matapédia. Cette circonscription est actuellement représentée par Pascal Bérubé, député du Parti québécois.
 Canada : Saint-Donat fait partie de la circonscription fédérale de Rimouski-La Matapédia. Elle est représentée par Maxime Blanchette-Joncas, député du Bloc québécois.